# Campeonato mundial A de hockey patines masculino de 1950
El VI Campeonato mundial de hockey sobre patines masculino y XVI Campeonato europeo se celebró en Milán, Italia, entre el 27 de mayo y el 2 de junio de 1950. 
En el torneo participaron las selecciones de 10 países incluidos en un único grupo.
El vencedor del torneo, disputado por el método de liguilla fue la selección de Portugal. La segunda plaza fue para la selección de Italia y la medalla de Bronce para la selección de Suiza.

## Equipos participantes
10 selecciones nacionales participaron del torneo, 9 de ellas eran de Europa y 1 de África.
|                     |
| Alemania Occidental |
| Bélgica             |
| Egipto              |
| España              |
| Francia             |
| Inglaterra          |
| Italia              |
| Países Bajos        |
| Portugal            |
| Suiza               |

## Torneo
| Equipo              | Pts | PJ | PG | PE | PP | GF | GC | DG  |
| ------------------- | --- | -- | -- | -- | -- | -- | -- | --- |
| Portugal            | 18  | 9  | 9  | 0  | 0  | 52 | 7  | +45 |
| Italia              | 16  | 9  | 8  | 0  | 1  | 52 | 10 | +42 |
| Suiza               | 13  | 9  | 6  | 1  | 2  | 33 | 21 | +12 |
| España              | 11  | 9  | 5  | 1  | 3  | 34 | 20 | +14 |
| Alemania Occidental | 9   | 9  | 4  | 1  | 4  | 30 | 24 | +6  |
| Francia             | 8   | 9  | 3  | 2  | 4  | 20 | 33 | -13 |
| Inglaterra          | 6   | 9  | 3  | 0  | 6  | 27 | 24 | +3  |
| Bélgica             | 6   | 9  | 3  | 0  | 6  | 19 | 23 | -4  |
| Países Bajos        | 2   | 9  | 1  | 0  | 8  | 13 | 36 | -23 |
| Egipto              | 1   | 9  | 0  | 1  | 8  | 5  | 87 | -82 |

- Resultados

| Fecha    | Partido             | Partido | Partido             | Resultado |
| -------- | ------------------- | ------- | ------------------- | --------- |
| 28.05.50 | España              | -       | Inglaterra          | 2-1       |
| 28.05.50 | Países Bajos        | -       | Alemania Occidental | 2-7       |
| 28.05.50 | Francia             | -       | Egipto              | 2-2       |
| 28.05.50 | Italia              | -       | Suiza               | 6-1       |
| 28.05.50 | Bélgica             | -       | Portugal            | 1-2       |
| 29.05.50 | España              | -       | Portugal            | 0-6       |
| 29.05.50 | Bélgica             | -       | Egipto              | 7-0       |
| 29.05.50 | Alemania Occidental | -       | Suiza               | 1-4       |
| 29.05.50 | Inglaterra          | -       | Países Bajos        | 5-1       |
| 29.05.50 | Francia             | -       | Italia              | 2-3       |
| 30.05.50 | España              | -       | Bélgica             | 3-4       |
| 30.05.50 | Suiza               | -       | Egipto              | 11-0      |
| 30.05.50 | Inglaterra          | -       | Alemania Occidental | 2-3       |
| 30.05.50 | Italia              | -       | Países Bajos        | 9-1       |
| 30.05.50 | Portugal            | -       | Francia             | 8-2       |
| 30.05.50 | España              | -       | Egipto              | 11-1      |
| 30.05.50 | Bélgica             | -       | Países Bajos        | 3-2       |
| 30.05.50 | Francia             | -       | Alemania Occidental | 3-3       |
| 30.05.50 | Portugal            | -       | Suiza               | 6-2       |
| 30.05.50 | Italia              | -       | Inglaterra          | 5-1       |
| 31.05.50 | España              | -       | Alemania Occidental | 4-2       |
| 31.05.50 | Suiza               | -       | Francia             | 5-3       |
| 31.05.50 | Italia              | -       | Bélgica             | 7-1       |
| 31.05.50 | Egipto              | -       | Países Bajos        | 1-5       |
| 31.05.50 | Portugal            | -       | Inglaterra          | 2-0       |
| 01.06.50 | España              | -       | Suiza               | 1-1       |
| 01.06.50 | Portugal            | -       | Países Bajos        | 2-0       |
| 01.06.50 | Inglaterra          | -       | Egipto              | 10-1      |
| 01.06.50 | Italia              | -       | Alemania Occidental | 3-0       |
| 01.06.50 | Bélgica             | -       | Francia             | 1-2       |
| 01.06.50 | España              | -       | Italia              | 0-4       |
| 01.06.50 | Portugal            | -       | Egipto              | 16-0      |
| 01.06.50 | Francia             | -       | Países Bajos        | 1-0       |
| 01.06.50 | Bélgica             | -       | Alemania Occidental | 0-2       |
| 01.06.50 | Suiza               | -       | Inglaterra          | 4-2       |
| 02.06.50 | España              | -       | Francia             | 8-0       |
| 02.06.50 | Suiza               | -       | Países Bajos        | 3-1       |
| 02.06.50 | Italia              | -       | Egipto              | 14-0      |
| 02.06.50 | Bélgica             | -       | Inglaterra          | 1-3       |
| 02.06.50 | Portugal            | -       | Alemania Occidental | 6-1       |
| 02.06.50 | España              | -       | Países Bajos        | 5-1       |
| 02.06.50 | Suiza               | -       | Bélgica             | 2-1       |
| 02.06.50 | Alemania Occidental | -       | Egipto              | 11-0      |
| 02.06.50 | Inglaterra          | -       | Francia             | 3-5       |
| 02.06.50 | Italia              | -       | Portugal            | 1-4       |

## Clasificación final
| 1. Portugal            |
| 2. Italia              |
| 3. Suiza               |
| 4. España              |
| 5. Alemania Occidental |
| 6. Francia             |
| 7. Inglaterra          |
| 8. Bélgica             |
| 9. Países Bajos        |
| 10. Egipto             |